# Roncus dallaii
Roncus dallaii är en spindeldjursart som beskrevs av Giuliano Callaini 1979. Roncus dallaii ingår i släktet Roncus och familjen helplåtklokrypare. Inga underarter finns listade i Catalogue of Life.